# Claude Dagens
Claude Jean Pierre Dagens (Caudéran, 20 maggio 1940) è un vescovo cattolico francese, dal 17 aprile 2008 membro dell'Académie française.

## Biografia
Monsignor Claude Jean Pierre Dagens è nato a Caudéran, oggi parte del comune di Bordeaux, il 20 maggio 1940 ed è l'unico figlio di un funzionario municipale della città di Bordeaux. La sua era una famiglia religiosa.

### Formazione e ministero sacerdotale
Dopo essersi diplomato al Lycée Michel-Montaigne di Bordeaux, nel 1959 è stato ammesso all'École normale supérieure di Parigi dove si è laureato in lettere. Dopo aver lasciato l'École normale supérieure ha scelto la via del sacerdozio, nonostante l'opposizione di sua madre. Dal 1965 al 1967 ha studiato all'École française di Roma. Si è laureato al Pontificio Istituto di Archeologia Cristiana.
Il 4 ottobre 1970 è stato ordinato presbitero per l'arcidiocesi di Bordeaux. In seguito è stato vicario parrocchiale della parrocchia di San Giacomo a Haut-Pas, presso Parigi, dal 1970 al 1972 e poi in quella di San Ferdinando a Bordeaux dal 1972 al 1987. Nel 1975 ha conseguito il titolo di dottore in lettere con una tesi su San Gregorio Magno all'Università di Parigi-Sorbona. Nell'elaborazione della tesi è stato seguito dal professor Henri-Irénée Marrou, che considera il suo maestro di pensiero. È stato anche professore nel seminario interdiocesano di Bordeaux dal 1972 al 1987 e nella facoltà di teologia di Tolosa dal 1981 al 1987.
Ha preso rapidamente posizioni pubbliche sul ruolo della religione nei problemi sociali: teneva una rubrica su Le Monde intitolata "Aller à l'essentiel", sui limiti del movimento del Maggio francese. Nel 1971 ha scritto un libro sull'argomento: Éloge de notre faiblesse. Nel 1974 ha scritto nel primo numero francese della rivista Communio.

### Ministero episcopale
Il 3 luglio 1987 papa Giovanni Paolo II lo ha nominato vescovo ausiliare di Poitiers e titolare di Vulturara. Ha ricevuto l'ordinazione episcopale il 20 settembre successivo dall'arcivescovo metropolita di Bordeaux Marius-Félix-Antoine Maziers, co-consacranti l'arcivescovo metropolita di Tolosa André Charles Collini e il vescovo di Poitiers Joseph Jean Marie Rozier.
Il 15 giugno 1993 lo stesso papa Giovanni Paolo II lo ha nominato vescovo coadiutore di Angoulême. Il 22 dicembre dello stesso anno è succeduto alla medesima sede. Nello stesso anno ha pubblicato una lettera ai cattolici di Francia. Questa gli ha valso il premio dell'Académie française.
L'11 gennaio 1996 ha presieduto le esequie dell'ex presidente della Repubblica François Mitterrand.
In seno alla Conferenza episcopale di Francia è membro del comitato "studi e progetti" e della commissione dottrinale. Nel novembre del 2007 è stato nominato presidente del gruppo di lavoro sul tema "indifferenza religiosa e visibilità della Chiesa."
Raccomandato da Ambroise-Marie Carré, sacerdote e membro dell'Académie française, a Hélène Carrère d'Encausse per divenire accademico, il 17 aprile 2008 è stato eletto al primo turno per succedere a René Rémond, assumendo anche il ruolo di "cappellano degli accademici". Il 14 maggio 2009 è stato ricevuto da Florence Delay.
Nel settembre del 2012 ha effettuato la visita ad limina.
Il 9 novembre 2015 papa Francesco ha accettato la sua rinuncia al governo pastorale della diocesi per raggiunti limiti di età. Qualche tempo dopo si è trasferito a Parigi e ha preso residenza nella casa delle Piccole sorelle dei poveri di rue Notre-Dame-des-Champs.

## Prese di posizione
Attraverso le sue prese posizioni, a volte al di fuori dei discorsi ufficiali della gerarchia, mostra una visione aperta del ruolo della Chiesa nella società secolare, abile nel dialogo con diverse religioni.

### Chiesa e società
Monsignor Dagens ha scritto tre importanti relazioni - nel 1994, nel 1995 e nel 1996 sul ruolo della Chiesa nella società francese a quasi un secolo dalla legge di separazione tra Chiese e Stato, e analizza la sfida delle proposta di fede in questa società. Questi rapporti sono stati oggetto di una lettera dei vescovi ai cattolici di Francia nel 1996. Nel 2005 ha raccolto questi diversi elementi in un libro intitolato "La nouveauté chrétienne dans la société française, espoirs et combats d'un évêque".

### Ecumenismo
In un articolo sul settimanale protestante Réforme ha espresso quello che ha imparato dalla tradizione protestante e chiesto la sfida di un dialogo ecumenico che permette di conoscere meglio e "imparare da Dio gli uni dagli altri".

### Motu proprioSummorum Pontificum
Ha scritto un commento sul motu proprio Summorum Pontificum, pubblicato da papa Benedetto XVI nel 2007, in cui dopo aver detto di capire le ragioni di cui il papa si era fatto portatore, ovvero del suo desiderio di "riconciliazione con i tradizionalisti cattolici, di promuovere la comprensione autentica del Vaticano II e del suo impegno per la liturgia al servizio della comune fede nel Dio di Gesù Cristo", esprime le sue preoccupazioni "nel vedere la liturgia manipolata da gruppi di pressione e ricorda le esigenze di un'autentica riconciliazione".

### Guerra civile siriana
Durante la guerra civile siriana si è detto a favore di un intervento militare in Siria, di un "avvertimento armato proporzionato come un colpo di avvertimento, dopo un paio di giorni di riflessione, e l'11 settembre 2013 ha dichiarato su Radio Notre Dame che la presa di Maaloula da parte degli islamisti è stata "un'operazione di propaganda che ricostruisce la storia e le gesta cercando di far credere che la guerra e la violenza attualmente in corso in Siria sarebbero di natura confessionale". Il patriarca Gregorio III Laham, accusato da monsignor Dagens di essere alleato politico e finanziario di Bashar al-Assad, ha considerato le sue parole come gravemente diffamatorie in una lettera del 13 settembre 2013.

### Massoneria
A causa del suo dialogo con i membri della massoneria ha provocato l'irritazione di alcuni esponenti della parte tradizionalista della Chiesa.

## Opere
- Éloge de notre faiblesse, Éditions ouvrières, Parigi, 1971.
- Saint Grégoire le Grand. Culture et expérience chrétiennes, Parigi, Études augustiniennes, 1977.
- L'homme renouvelé par Dieu, Paris-Montréal, DDB-Bellarmin, coll. "Croire aujourd'hui", 1978.
- Le Maître de l'impossible, Parigi, Communion-Fayard, 1982 (12ª edizione 1988).
- Liberté et passion: la foi chrétienne dans l'histoire, Parigi, Éditions Saint-Paul, 1995.
- Proposer la foi dans la société actuelle, Parigi, Éditions du Cerf, 1994, 3 volumi.
- Lettre aux catholiques de France, Parigi, Éditions du Cerf, 1996. Premio dell'Académie française.
- L'Église et les Français: crise de la foi, crise morale, crise sociale. Quatorze évêques répondent, Parigi, Éditions Robert Laffont, 1997.
- Entrer dans le dialogue de la foi, Parigi, Anne Sigier, 2001.
- Va au large, Parigi, Parole et Silence, 2001.
- con Véronique Margron, Le rosaire de lumière, Parigi, Éditions du Cerf, 2003.
- con Jean Baubérot, L'Avenir de la laïcité, Parigi, Parole et Silence, 2005.
- La nouveauté chrétienne dans la société française. Espoirs et combats d'un évêque, Parigi, Éditions du Cerf, 2005.
- Sur les traces du Christ avec Simon-Pierre, François et Thérèse de Lisieux. Retraites à Rome, à Assise et à Lisieux, Parigi, Parole et Silence, 2006.
- prefazione a L'Unité de l'Église de Cyprien de Carthage, Parigi, Éditions du Cerf, "coll. Sources chrétiennes", 2006.
- introduzione a Carnets posthumes d'Henri-Irénée Marrou, Parigi, Éditions du Cerf, 2006.
- [dir.] Pour l'éducation et pour l'école, des catholiques s'engagent, Parigi, Éditions Odile Jacob, 2007.
- Méditation sur l'Église catholique en France: libre et présente, Parigi, Éditions du Cerf, 2008.
- Aujourd'hui l'Évangile, Parigi, Parole et Silence, 2009.
- Passion d'Église, Parigi, Parole et Silence, "coll. Communio", 2009.
- Entre Épreuves et Renouveaux: la passion de L'Évangile. Indifférence religieuse, visibilité de l'Église et évangélisation, Parigi, Éditions du Cerf, 2010.
- Discours de réception de Mgr Claude Dagens à l'Académie française et réponse de Florence Delay, suivis des allocutions prononcées à l'occasion de la remise de la croix, Parigi, Éditions du Cerf, 2011.
- Catholiques en France, réveillons-nous!, Montrouge, Bayard, 2012.
- Catholiques et présents dans la société française. Foi en Dieu et démocratie, Montrouge, Bayard, 2012.
- Quoi de neuf chez les cathos ?, coll. "Quoi de neuf ?", Elytis, 2012.
- A l'ami qui s'est brisé. Lettres de Jésus à Judas. Bayard, 2014.
- in collaborazione con Guy Coq e Emmanuel Falque, Dieu est Dieu: Quête de l'humanité commune, Éditions du Cerf, agosto 2015 ISBN 978-2204105828

## Genealogia episcopale
La genealogia episcopale è:
- Cardinale Scipione Rebiba
- Cardinale Giulio Antonio Santori
- Cardinale Girolamo Bernerio, O.P.
- Arcivescovo Galeazzo Sanvitale
- Cardinale Ludovico Ludovisi
- Cardinale Luigi Caetani
- Cardinale Ulderico Carpegna
- Cardinale Paluzzo Paluzzi Altieri degli Albertoni
- Papa Benedetto XIII
- Papa Benedetto XIV
- Papa Clemente XIII
- Cardinale Marcantonio Colonna
- Cardinale Giacinto Sigismondo Gerdil, B.
- Cardinale Giulio Maria della Somaglia
- Cardinale Carlo Odescalchi, S.I.
- Vescovo Eugène de Mazenod, O.M.I.
- Cardinale Joseph Hippolyte Guibert, O.M.I.
- Cardinale François-Marie-Benjamin Richard de la Vergne
- Vescovo Marie-Prosper-Adolphe de Bonfils
- Cardinale Louis-Ernest Dubois
- Arcivescovo Georges-François-Xavier-Marie Grente
- Vescovo Marcel-Marie-Joseph-Henri-Paul Dubois
- Arcivescovo Gabriel Auguste François Marty
- Arcivescovo Marius-Félix-Antoine Maziers
- Vescovo Claude Dagens